# Атрофия (неврология)
Атрофи́я головно́го мо́зга (лат. atrophia от др.-греч. ἀτροφία — отсутствие пищи, голодание), или энцефалопати́я (от др.-греч. ἐγκέφαλος — головной мозг + πάθος — болезнь или страдание) (в народе усыхание мозга) — отмирание клеток головного мозга - нейронов, - а также их частей: дендритов и аксонов. Атрофия возникает в коровых и подкоровых частях органа, она входит в список дегенеративных заболеваний мозга.
По мере разрушения структуры мозга проявляются разнообразные симптомы (в этой таблице они приведены в последовательности от меньшего к большему):
1. Частичная или полная утрата памяти.
2. Потеря когнитивных функций (неспособность здорового мышления, спутанность мышления, потеря чувства познания и обучения).
3. Возможная депрессия.
4. Деменция.
5. По мере развития вышеуказанного диагноза начинается распад личности человека, в основном процесс проходит в 3 этапа: 
  1. Потеря памяти
  2. Усугубление состояния больного, утрата бытовых функций
  3. Полный распад личности, отказ от еды
6. Иные патологии (психические, неврологические)

## Причины возникновения
На возникновение дегенеративных заболеваний головного мозга влияют:
- Стресс. Постоянный стресс повышает уровень кортизола (гормона стресса) в крови, что может привести к депрессии, проблемам с ЖКТ (ныне доподлинно известно, что психологические заболевания приводят к заболеваниям ЖКТ: гастриту, язвам, раку желудка, раку двенадцатиперстной кишки и другим злокачественным новообразованиям), разрушению головного мозга, а также возникновению психических и психологических нарушений.
- Алкоголизм. Злоупотребление алкогольными изделиями негативно влияет на клетки головного мозга, поскольку склейки из эритроцитов, образующиеся при воздействии спирта, блокируют мельчайшие кровеносные сосуды нейронов, что приводит к их гипоксии.
- Наследственность.
- Возраст. На данный момент учёные предполагают, что старение мозга начинается с 30-40 лет и продолжается по мере старения человека, и сопровождается дегенеративными изменениями.
- Нарушения метаболизма. Возникновение патологий возникает из-за повышения уровня тех или иных токсических веществ в крови, вследствие заболеваний органов обмена веществ (почек, кишечника, печени). Простейший пример порядка развития такой энцефалопатии: 
  - Появление заболеваний органов обмена веществ.
  - Возникновение заболеваний органов вывода веществ (запор).
  - Постепенная интоксикация организма(пассивное отравление).
  - Возникновение общих фоновых заболеваний организма (гастрит, болезни желчевыводящих путей).
  - Дисметаболическая энцефалопатия (по мере интоксикации).
- Инфекционные заболевания коры головного мозга (менингит или менингоэнцефалит) или её химическое поражение (неинфекционные менингиты).
- Черепно-мозговые травмы (ЧМТ).
- Перенесённый инсульт.

## Лечение
К сожалению, на данный момент не существует полноценного лечения данного заболевания, как и многих неврологических. Всё также зависит от течения, лечащий врач должен составить определённую медикаментозную программу. Применяются такие препараты, как антидепрессанты, нейропротекторы, транквилизаторы.

## Профилактика
В профилактику входит защита от мозговых инфекций, защита от повышенного ВЧД, защита от нехватки витаминов группы B, предохранение черепно-мозговых травм, уменьшение потребления или полный отказ от спиртных напитков.
В некоторых случаях профилактика неврологических заболеваний, связанных с разрушением головного мозга (деменция) может сводиться к умственной активности, но это работает не всегда. Например: при болезни Альцгеймера умственная деятельность полезна, но она не способна вылечить, а лишь замедляет прогресс заболевания.